# Berliner Ärzte-Orchester
Berliner Ärzte-Orchester – orkiestra symfoniczna lekarzy berlińskich. Trzecia najstarsza w Europie orkiestra lekarska. 
Została założona w 1911 roku m.in. przez Bernharda Pollacka, berlińskiego okulistę i jej pierwszego dyrygenta. Obecnie (2010) liczy około 65 członków.